# Кэрролл, Пэт
Пэт Кэрролл (англ. Pat Carroll; 5 мая 1927, Шривпорт — 30 июля 2022, Кейп-Код, Массачусетс) — американская актриса.
Кэрролл за свою карьеру получила премии «Эмми», «Грэмми», «Драма Деск» и приз кинофестиваля «Сандэнс», а также номинировалась на «Тони» и «Независимый дух». В семидесятых она достигла успеха благодаря своим музыкальным бродвейским шоу, в которых исполняла роль Гертруды Стайн. Кэрролл также известна по своему участию с серии анимационных фильмов студии Walt Disney — «Русалочка». В 2005 году она появилась в нескольких эпизодах сериала «Скорая помощь». Кэрролл являлась членом Актёрской студии и в последние годы в основном была активна на театральной сцене.
С 1955 по 1976 год была замужем за Ли Карзианом, в браке родилось трое детей, включая актрису Тару Карзиан.